# Düzce
Düzce es una ciudad y distrito situada en el noroeste de Anatolia, en Turquía, y la capital de la provincia de Düzce. Cuenta con una población de 94.637 habitantes (2007).

## Clima

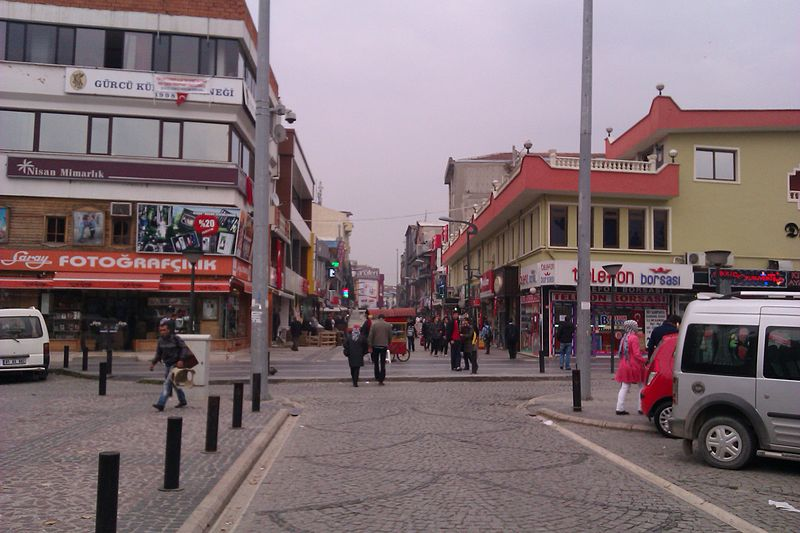
Vista de las calles de la ciudad.

| Parámetros climáticos promedio de Düzce           | Parámetros climáticos promedio de Düzce | Parámetros climáticos promedio de Düzce | Parámetros climáticos promedio de Düzce | Parámetros climáticos promedio de Düzce | Parámetros climáticos promedio de Düzce | Parámetros climáticos promedio de Düzce | Parámetros climáticos promedio de Düzce | Parámetros climáticos promedio de Düzce | Parámetros climáticos promedio de Düzce | Parámetros climáticos promedio de Düzce | Parámetros climáticos promedio de Düzce | Parámetros climáticos promedio de Düzce | Parámetros climáticos promedio de Düzce |
| Mes                                               | Ene.                                    | Feb.                                    | Mar.                                    | Abr.                                    | May.                                    | Jun.                                    | Jul.                                    | Ago.                                    | Sep.                                    | Oct.                                    | Nov.                                    | Dic.                                    | Anual                                   |
| ------------------------------------------------- | --------------------------------------- | --------------------------------------- | --------------------------------------- | --------------------------------------- | --------------------------------------- | --------------------------------------- | --------------------------------------- | --------------------------------------- | --------------------------------------- | --------------------------------------- | --------------------------------------- | --------------------------------------- | --------------------------------------- |
| Temp. máx. media (°C)                             | 8.0                                     | 10.0                                    | 13.5                                    | 18.7                                    | 23.0                                    | 26.9                                    | 28.8                                    | 28.8                                    | 25.5                                    | 20.5                                    | 15.0                                    | 9.8                                     | 19                                      |
| Temp. mín. media (°C)                             | 0.4                                     | 1.2                                     | 3.4                                     | 7.3                                     | 10.9                                    | 14.5                                    | 16.8                                    | 16.8                                    | 13.2                                    | 9.7                                     | 4.9                                     | 2.2                                     | 8.4                                     |
| Precipitación total (mm)                          | 83.5                                    | 70.1                                    | 70.4                                    | 59.4                                    | 61.2                                    | 59.0                                    | 45.3                                    | 55.0                                    | 50.2                                    | 84.7                                    | 87.0                                    | 102.0                                   | 827.8                                   |
| Días de lluvias (≥ 1 mm)                          | 15.3                                    | 14.1                                    | 13.8                                    | 12.5                                    | 11.5                                    | 9.7                                     | 6.7                                     | 6.8                                     | 7.9                                     | 11.5                                    | 12.9                                    | 15.8                                    | 138.5                                   |
| Horas de sol                                      | 55.8                                    | 75.6                                    | 117.8                                   | 156                                     | 223.2                                   | 261                                     | 279                                     | 263.5                                   | 201                                     | 136.4                                   | 84                                      | 52.7                                    | 1906                                    |
| Fuente: Devlet Meteoroloji İşleri Genel Müdürlüğü |                                         |                                         |                                         |                                         |                                         |                                         |                                         |                                         |                                         |                                         |                                         |                                         |                                         |